# Wolf Rock (Cornwall)

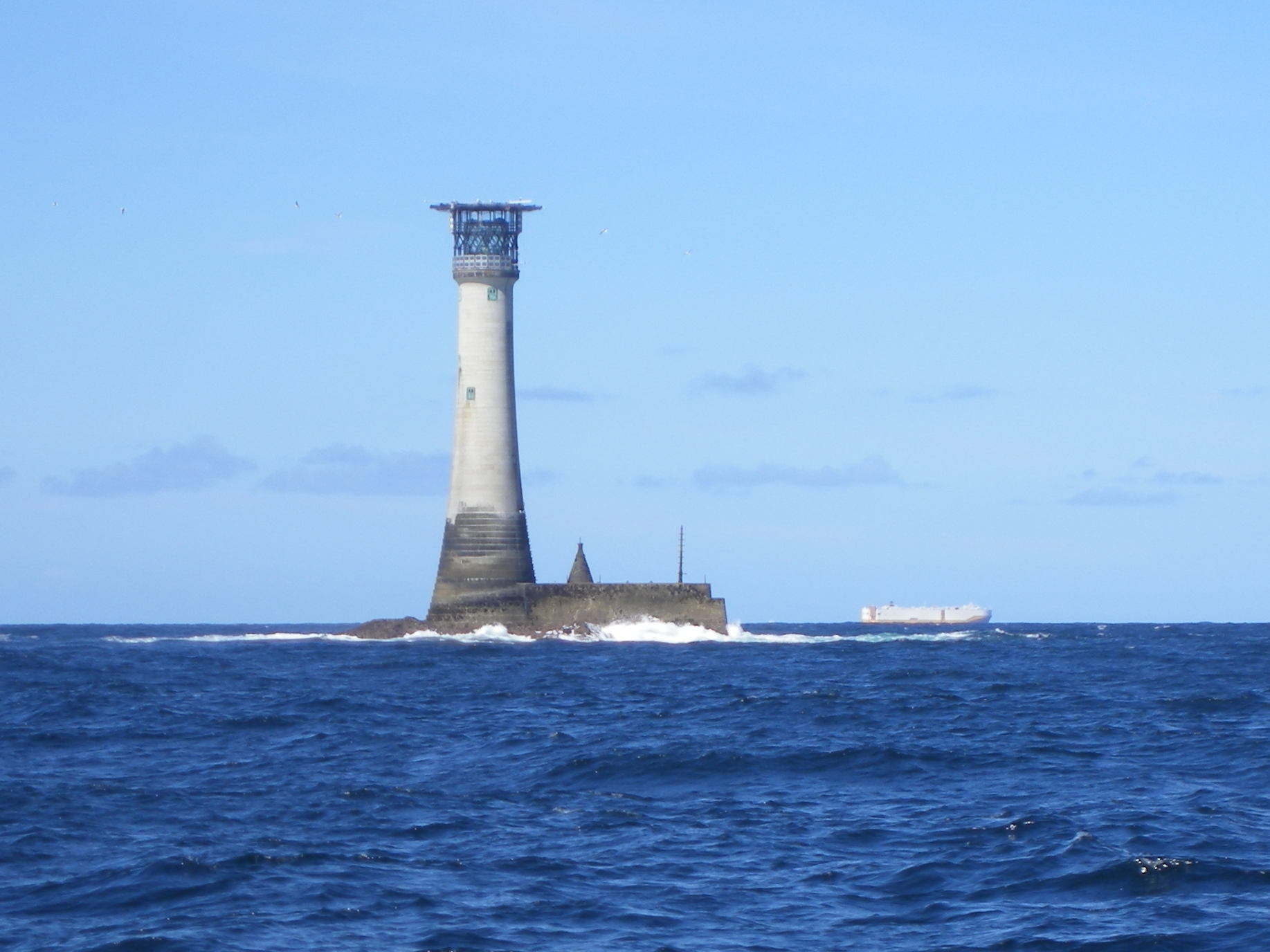
Wolf Rock in 2008

Wolf Rock is een rots in de Atlantische Oceaan voor de kust van Cornwall in het Verenigd Koninkrijk. Het is ook de naam van de vuurtoren die op deze rots is gebouwd.

## Beschrijving
Wolf Rock ligt ongeveer 15 km ten zuidzuidwesten van Land's End en ruim 30 km ten oosten van de Scilly-eilanden. De rots vormt een gevaarlijk obstakel voor de zeevaart, want bij vloed steekt ze niet boven het wateroppervlak uit, terwijl de zee eromheen vrijwel overal tamelijk diep is. Rond het rotseilandje kan dan ook zelfs bij kalm weer een flinke deining staan. Wolf Rock dankt haar naam aan het geluid dat de wind produceert wanneer die door spleten in de rots waait.

## Bakens

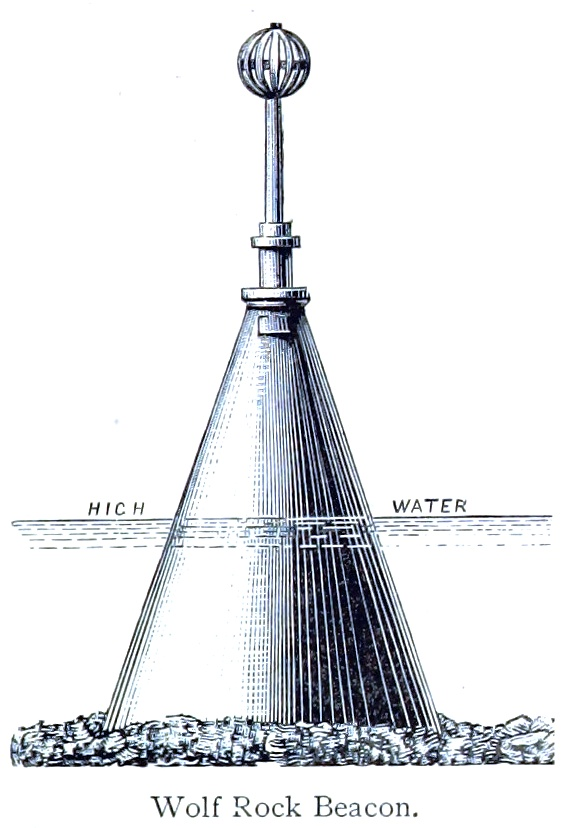
Het in 1840 geplaatste baken

In 1795 werd op de rots voor het eerst een baken geplaatst. De constructie daarvan bleek echter veel te licht te zijn en het object werd door de zee weggespoeld. In 1836 werd met de bouw van een nieuw baken begonnen, dat werd ontworpen door James Walker, een architect van Trinity House, de organisatie die onder andere verantwoordelijk is voor alle Engelse vuurtorens. Het baken werd in 1840 voltooid. De plaatsing gebeurde onder bijzonder moeilijke omstandigheden, wat blijkt uit het feit dat er gedurende vijf jaar slechts 302 uur aan kon worden gewerkt. Het nieuwe baken was aanzienlijk steviger dan zijn voorganger en het maakt nog altijd deel uit van de aanlegplaats voor schepen op Wolf Rock.

## De bouw van de vuurtoren
In 1861 onderzocht Sir James Douglass of op Wolf Rock een vuurtoren kon worden gebouwd. Hij concludeerde dat dit mogelijk was en het volgende jaar werd met de bouw ervan begonnen. Het ontwerp was eveneens van James Walker, die daarvoor de vuurtoren die sinds 1759 op de Eddystone Rocks bij Plymouth stond als uitgangspunt nam. De toren zou bestaan uit blokken graniet, die op het Engelse vasteland in Penzance op maat zouden worden vervaardigd en dan naar Wolf Rock gebracht.
De bouw vorderde uiterst langzaam (gedurende het eerste jaar bijvoorbeeld konden de werklieden maar 22 keer een reis naar de rots ondernemen). Dit verbeterde nadat de aanlegplaats gereed was gekomen en een vaste hijskraan kon worden gebruikt voor het plaatsen van de blokken. Op 19 juli 1869 werd de laatste geïnstalleerd en in het begin van het jaar daarop werd het licht van de vuurtoren ontstoken. In de toren zelf was 3.297 ton graniet verwerkt en in de aanlegplaats nog eens 1.078 ton. De kosten van de hele onderneming bedroegen £ 62.726.

## De vuurtoren
De massieve basis van de vuurtoren is 11,9 m hoog en heeft aan de voet een diameter van 12,7 m. Ze bestaat uit granietblokken die op een ingenieuze manier in elkaar passen, waardoor de voegen aan de buitenzijde zijn beschermd tegen de invloed van de zee. De op dit fundament gebouwde muur is onderaan 2,4 m dik, aflopend naar 0,7 m bij de galerij, waar de diameter van de toren 5,2 m bedraagt. Het geheel is 41 m hoog.
De toren werd in 1955 geëlektrificeerd en was de eerste ter wereld die werd voorzien van een landingsplaats voor hefschroefvliegtuigen. Sinds juli 1988 wordt de toren op afstand beheerd. Dat gebeurt vanuit het Trinity House Operations Control Centre in het Engelse Harwich.
Het licht van Wolf Rock (één witte flits per 15 s), dat zich bij gemiddeld hoog water op 34 m boven de waterlijn bevindt, is zichtbaar tot op een afstand van 23 zeemijl (ruim 42 km). Op de vuurtoren is een misthoorn geïnstalleerd, die bij slecht zicht om de 30 seconden een signaal laat horen.
Civil parishes in het ceremoniële graafschap Cornwall:

Advent · 
Altarnun · 
Antony · 
Blisland · 
Boconnoc · 
Bodmin · 
Botusfleming · 
Boyton · 
Breage · 
Broadoak · 
Bryher · 
Bude-Stratton · 
Budock · 
Callington · 
Calstock · 
Camborne · 
Camelford · 
Cardinham · 
Carharrack · 
Carn Brea · 
Chacewater · 
Colan · 
Constantine · 
Crantock · 
Crowan · 
Cubert · 
Cuby · 
Cury · 
Davidstow · 
Deviock · 
Dobwalls and Trewidland · 
Duloe · 
Egloshayle · 
Egloskerry · 
Falmouth · 
Feock · 
Forrabury and Minster · 
Fowey · 
Germoe · 
Gerrans · 
Grade-Ruan · 
Grampound with Creed · 
Gunwalloe · 
Gweek · 
Gwennap · 
Gwinear-Gwithian · 
Hayle · 
Helland · 
Helston · 
Illogan · 
Jacobstow · 
Kea · 
Kenwyn · 
Kilkhampton · 
Ladock · 
Landewednack · 
Landrake with St. Erney · 
Landulph · 
Laneast · 
Lanhydrock · 
Lanivet · 
Lanlivery · 
Lanner · 
Lanreath · 
Lansallos · 
Lanteglos · 
Launcells · 
Launceston · 
Lawhitton Rural · 
Lesnewth · 
Lewannick · 
Lezant · 
Linkinhorne · 
Liskeard · 
Looe · 
Lostwithiel · 
Ludgvan · 
Luxulyan · 
Mabe · 
Madron · 
Maker-with-Rame · 
Manaccan · 
Marazion · 
Marhamchurch · 
Mawgan-in-Meneage · 
Mawgan-in-Pydar · 
Mawnan · 
Menheniot · 
Mevagissey · 
Michaelstow · 
Millbrook · 
Morvah · 
Morval · 
Morwenstow · 
Mullion · 
Mylor · 
Newquay · 
North Hill · 
North Petherwin · 
North Tamerton · 
Otterham · 
Padstow · 
Paul · 
Pelynt · 
Penryn · 
Penzance · 
Perranarworthal · 
Perranuthnoe · 
Perranzabuloe · 
Philleigh · 
Pillaton · 
Porthleven · 
Portreath · 
Poundstock · 
Probus · 
Quethiock · 
Redruth · 
Roche · 
Ruanlanihorne · 
Saltash · 
Sancreed · 
Sennen · 
Sheviock · 
Sithney · 
South Hill · 
South Petherwin · 
St. Agnes (Scilly-eilanden) · 
St. Agnes (Cornwall) · 
St Allen · 
St. Anthony-in-Meneage · 
St. Blaise · 
St. Breock · 
St. Breward · 
St. Buryan · 
St. Cleer · 
St. Clement · 
St. Clether · 
St. Columb Major · 
St. Day · 
St. Dennis · 
St. Dominick · 
St. Endellion · 
St. Enoder · 
St. Erme · 
St Erth · 
St. Ervan · 
St. Eval · 
St. Ewe · 
St. Gennys · 
St Germans · 
St. Gluvias · 
St. Goran · 
St. Hilary · 
St Issey · 
St Ive · 
St Ives · 
St John · 
St. Juliot · 
St Just · 
St. Just-in-Roseland · 
St Keverne · 
St Kew · 
St. Keyne · 
St Levan · 
St. Mabyn · 
St. Martin-by-Looe · 
St Martin-in-Meneage · 
St. Martin's · 
St. Mary's · 
St. Mellion · 
St Merryn · 
St Mewan · 
St. Michael Caerhays · 
St. Michael Penkevil · 
St Michael's Mount · 
St. Minver Highlands · 
St. Minver Lowlands · 
St Neot · 
St. Newlyn East · 
St. Pinnock · 
St. Sampson · 
St Stephen-in-Brannel · 
St. Stephens by Launceston Rural · 
St. Teath · 
St. Thomas the Apostle Rural · 
St Tudy · 
St Veep · 
St. Wenn · 
St Winnow · 
Stithians · 
Stokeclimsland · 
Tintagel · 
Torpoint · 
Towednack · 
Tregoney · 
Tremaine · 
Treneglos · 
Tresco · 
Tresmeer · 
Trevalga · 
Treverbyn · 
Trewen · 
Truro · 
Tywardreath and Par · 
Veryan · 
Wadebridge · 
Warbstow · 
Warleggan · 
Week St. Mary · 
Wendron · 
Werrington · 
Whitstone · 
Withiel · 
Zennor